# EmelFM2
emelFM2 ist ein freier Dateimanager für Linux und andere unixartige Betriebssysteme. Das Layout ähnelt dem des Norton Commanders. Zusätzlich befindet sich unterhalb der beiden Dateifenster ein weiteres Fenster, welches Ausgaben der Dateioperationen anzeigt. Das Aussehen des Fensters, etwa die Farben und verwendeten Symbole, ist veränderbar.
Alle Dateioperationen sind mit Tastenkürzeln versehen und können an persönliche Wünsche angepasst werden.
Weitere Funktionen von emelFM2 umfassen das Packen und Entpacken von Archiven, das Mounten von Dateisystemen, umfangreiche Suchfunktionen, einen internen Betrachter/Editor, Lesezeichen, konfigurierbare dateitypenbezogene Befehle, eine Befehlszeile und viele mehr.